# Veinte de Noviembre, San Fernando
Veinte de Noviembre är en ort i Mexiko.   Den ligger i kommunen San Fernando och delstaten Tamaulipas, i den centrala delen av landet, 600 km norr om huvudstaden Mexico City. Veinte de Noviembre ligger 59 meter över havet och antalet invånare är 233.
Terrängen runt Veinte de Noviembre är platt, och sluttar brant österut. Runt Veinte de Noviembre är det glesbefolkat, med 9 invånare per kvadratkilometer. Närmaste större samhälle är La Lomita, 11,1 km sydost om Veinte de Noviembre. Omgivningarna runt Veinte de Noviembre är en mosaik av jordbruksmark och naturlig växtlighet.